# 親と子の誤算
『親と子の誤算』（おやとこのごさん）は、TBS系列の金曜ドラマ（毎週金曜日22:00 - 22:54）の枠で、1982年（昭和57年）9月3日から11月5日まで放送されていたテレビドラマ。全9話。

## 概要
真淵家は、主人・清志が第一線を行くエリート商社マン、妻・靖子が良妻賢母、息子・史朗が東大生と、傍目には一家が順風満帆かのように見えた。ところが清志が海外赴任中に真淵家は一変、靖子はアルコール依存症になるほど酒に溺れ泥酔する日々、帰国する清志を迎えに行こうとする時も飲酒運転で、警察に捕まってしまう。史郎もすっかり勉強する意欲を失い、街で知り合った豊や十三男らと遊び歩く毎日で、ある日ドライブ中に缶ジュースを落として拾おうとした時に後続の車に跳ねられてガールフレンドが重傷、挙句の果てには自殺を図ろうとしたこともあった。唖然とする清志だが、更に会社に行った清志を待っていたのは、上司から国内勤務を言い渡されたことだった。閑職に追いやられた清志は、仕事上の行き詰まりを感じるようになった。長く家を空けた父と残された家族の関係、そして若者たちの生き方を浮き彫りにし、シリアス調に描いたドラマ。

## キャスト
- 真淵清志：児玉清
- 真淵靖子：白川由美
- 真淵史郎：利重剛
- 柿沼圭子：原田美枝子
週刊誌記者
- 今西豊：村田雄浩
史郎の遊び友達。プロ野球選手になる夢をあきらめて歌手を目指している。
- 池田十三男：直江喜一
史郎の遊び友達。一時。自衛隊に入隊していた。カーマニア。
- ミュージシャン：本田恭章
- ふう子：笹平博子
史郎のガールフレンド。
- 和枝：横山道代
- 邦子：遥くらら（宝塚歌劇団）
- 織本順吉
- 中村銀次
- 山内明
- 福田勝洋
- 三木弘子
- 千之赫子
- 茅島成美
- 牛原千恵
- 牟田悌三
他

## スタッフ
- 脚本：小山内美江子（全話担当）
- 演出：竹之下寛次、高畠豊
- 音楽：三宅榛名
- 制作：TBS

## サブタイトル
| 話数  | 放送日         | サブタイトル             | 演出       |
| ----- | -------------- | ------------------------ | ---------- |
| 第1話 | 1982年9月3日   | 奇妙な東大生             | 竹之下寛次 |
| 第2話 | 1982年9月10日  | アル中の母               | 竹之下寛次 |
| 第3話 | 1982年9月17日  | 燃えつきた母子           | 高畠豊     |
| 第4話 | 1982年9月24日  | 父への疑惑…女            | 高畠豊     |
| 第5話 | 1982年10月8日  | レイプ・集団暴行         | 竹之下寛次 |
| 第6話 | 1982年10月15日 | レイプ・私は許さない     | 竹之下寛次 |
| 第7話 | 1982年10月22日 | コンサート・ふう子は誰だ | 高畠豊     |
| 第8話 | 1982年10月29日 | 自由への苛立ち           | 高畠豊     |
| 第9話 | 1982年11月5日  | 海・友ありて             | 竹之下寛次 |